# Instants Video
Instants Video — ежегодный фестиваль видео-арта, проводимый в Марселе. 

## О фестивале
Фестиваль проводится с 1988 года. Организатором выступает организация «l'Association des Instants Vidéo numériques et poétiques».
На конкурс 28-го фестиваля «Instants Video», проводимого в ноябре 2015 года заявки подали 1286 авторов.